# Donalda
Donalda is een plaats (village) in de Canadese provincie Alberta en telt 224 inwoners (2006).